# Tumlaren

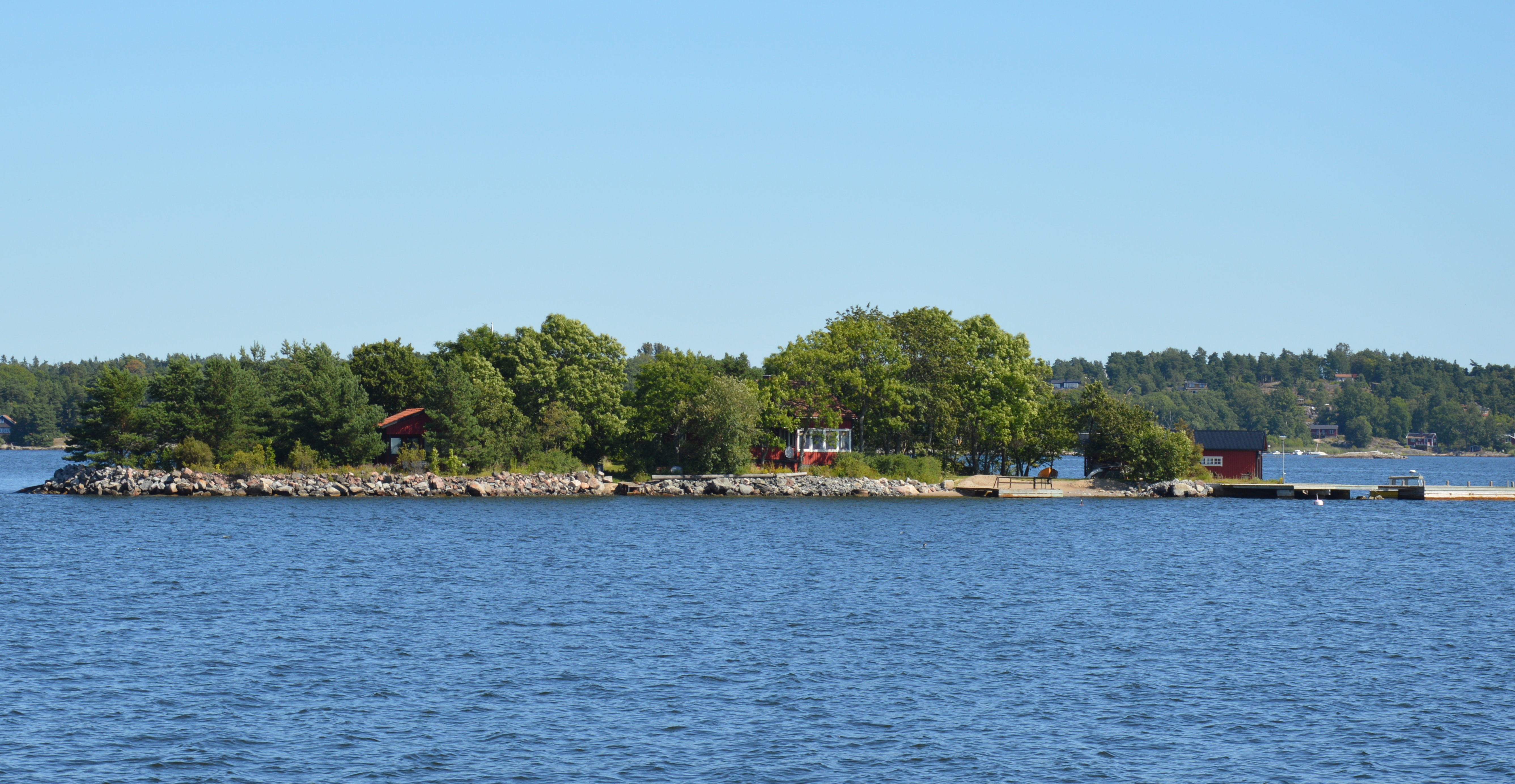
Tumlaren

Tumlaren (Schwedisch für Schweinswale) ist eine kleine, zu Schweden gehörende Insel im Stockholmer Schärengarten.
Die mit mehreren Gebäuden bebaute Insel gehört zur Gemeinde Vaxholm. Sie ist die westlichste Insel der aus drei Inseln bestehenden Inselgruppe Gröna Jägarna. Etwas weiter östlich liegt die Insel Storholmen, südöstlich die nicht zur Inselgruppe gehörende Insel Risholmen. Südlich und nördlich Tumlarens verläuft die Schiffspassage von der Ostsee nach Stockholm. Tumlaren erstreckt sich von Nordwesten nach Südosten über etwa 100 Meter, bei einer Breite von bis zu 50 Metern.
Koordinaten: 59° 22′ N, 18° 21′ O